# Saint-Benoît-de-Carmaux
Saint-Benoît-de-Carmaux – miejscowość i gmina we Francji, w regionie Oksytania, w departamencie Tarn.
Według danych na rok 1990 gminę zamieszkiwało 2431 osób, a gęstość zaludnienia wynosiła 541 osób/km² (wśród 3020 gmin regionu Midi-Pireneje Saint-Benoît-de-Carmaux plasuje się na 141. miejscu pod względem liczby ludności, natomiast pod względem powierzchni na miejscu 1531.).